# Krste Crvenkovski
Krste Crvenkovski (en macédonien,  Крсте Црвенковски), né le 16 juillet 1921 à Prilep et mort le 21 juillet 2001 à Skopje, est un dirigeant politique communiste yougoslave de la République fédérative socialiste de Yougoslavie et de la République socialiste de Macédoine. Il est un dirigeant de la Ligue des communistes de Macédoine de juillet 1963 à mars 1969.
Il est un opposant politique à politique dominante de Lazar Koliševski dans les années 1970.